# A New Era of Corruption
Albums de Whitechapel (groupe)
This Is Exile
(2008) Recorrupted
(2011)
A New Era of Corruption est le troisième et dernier album studio en date du groupe de deathcore américain Whitechapel. Il est sorti le 8 juin 2010 sous le label Metal Blade Records.
Deux vidéos musicales ont été tournées pour les titres The Darkest Day of Man et Breeding Violence, celles-ci sont disponibles sur YouTube.

## Composition du groupe
Whitechapel
- Phil Bozeman – chant
- Alex Wade – guitare
- Ben Savage – guitare
- Zach Householder - guitare
- Gabe Crisp – basse
- Kevin Lane – batterie

Production
- Produit et mixé par Jason Suecof.
- Artwork par Brent Elliot White.

## Liste des titres
1. Devolver - 3:58
2. Breeding Violence - 3:20
3. The Darkest Day of Man - 3:00
4. Reprogrammed to Hate (feat. Chino Moreno de Deftones) - 3:45
5. End of Flesh - 4:03
6. Unnerving - 3:39
7. A Future Corrupt - 2:57
8. Prayer of Mockery - 3:35
9. Murder Sermon (feat. Vincent Benett de The Acacia Strain) - 3:59
10. Necromechanical - 4:21
11. Single File to Dehumanization - 4:43
12. Animus (Digital & Vinyl édition bonus tracks) - 3:33